# BMR
BMR (ісп. Blindado Medio sobre Ruedas), також відомий як BMR-600 — іспанський колісний бронетранспортер 1970-х років. Розроблено у першій половині 1970-х років фірмою Pegaso, м. Санта-Барбара. Серійно вироблявся з 1979 року, всього було випущено близько 1500 машин цього типу, як в базовій версії бронетранспортера, так і в ряді спеціалізованих варіантів. Є одним з основних бронетранспортерів сухопутних військ Іспанії, що також поставлявся на експорт до інших країн.
У рамках програми модернізації BMR 2 двигун Pegaso замінений двигун Scania DS9 61A потужністю 310 к.с. На машинах також встановлено додаткову пасивну броню. Модернізований варіант отримав назву BMR M1. Вартість BMR-600M1 248500 євро.

## Оператори

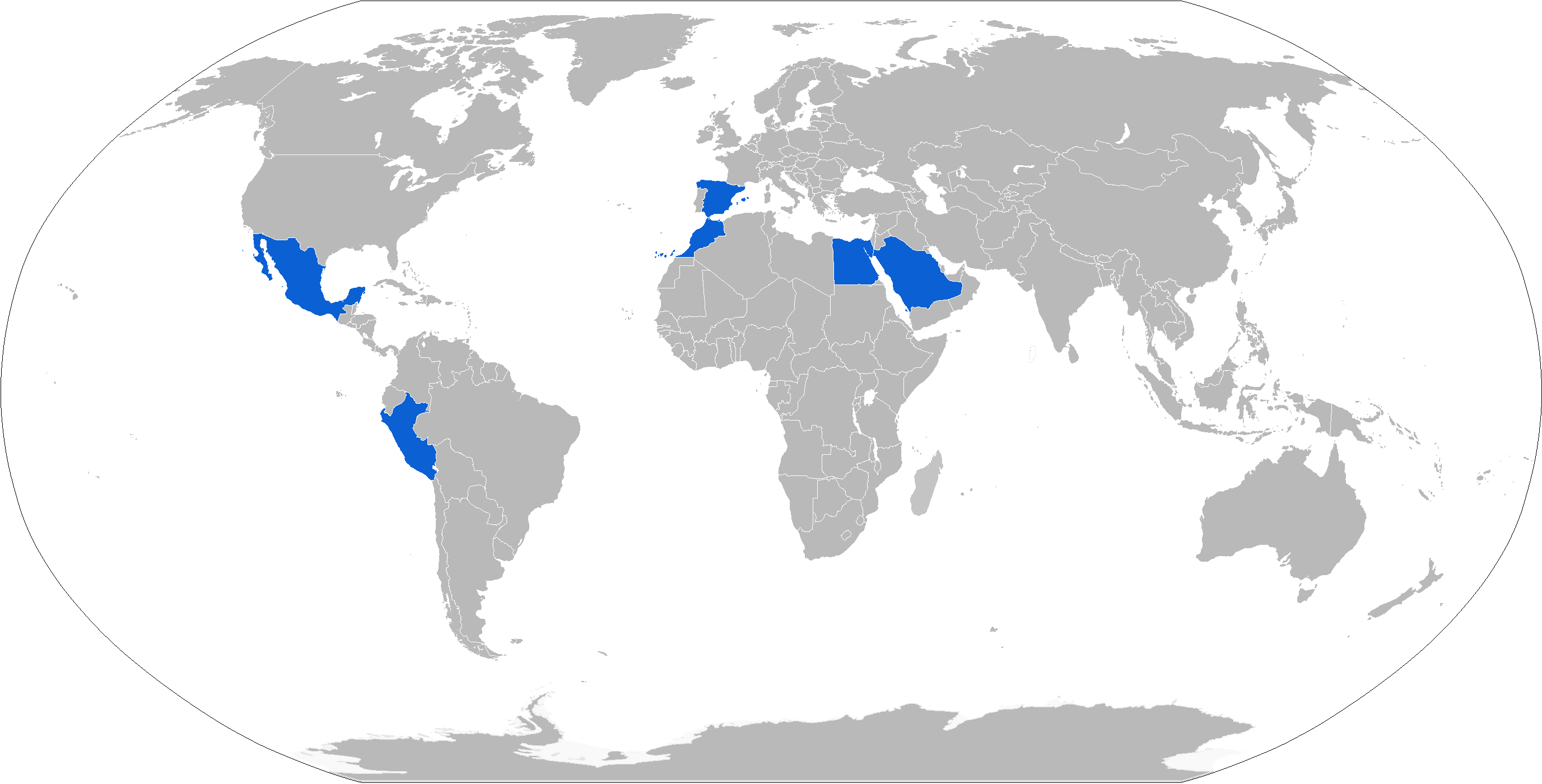
Мапа операторів BMR

- Єгипет — 250 одиниць.[1]
- Іспанія — 312 одиниць.[2]
- Перу — 24 одиниці.[3]
- Саудівська Аравія — 140 одиниць.[4]
- Марокко — 100 одиниць.
- Мексика — 7 одиниць.
- Україна — 2 одиниці в санітарному варіанті[5].
  - Об'єднана штурмова бригада Нацполіції «Лють»[6]